# 宝鋼集団
宝鋼集団有限公司（ほうこうしゅうだんゆうげんこうし）は、中華人民共和国（中国）上海市に本拠を置いていた、鉄鋼企業等を束ねる国有持株会社である。通称は宝鋼（中国語: 宝钢、英語: Baosteel）。2016年12月に武漢鋼鉄集団と合併し、宝武鋼鉄集団となった。粗鋼生産量において現在世界第1位。

## 概要
宝鋼集団は製鉄業を中心に、金属加工や資源開発、金融業等を手がける企業グループである。製鉄業に関しては、イギリスの金属情報誌メタル・ブリテンによれば、グループの2021年粗鋼生産量は1億1500万トンであり、アルセロールミタル超えて世界第1位。
国務院の国有資産監督管理委員会が管理する国有企業である。傘下に、上海市を拠点とし上海証券取引所に上場する宝山鋼鉄股份有限公司（中国語: 宝山钢铁股份有限公司）、新疆ウイグル自治区ウルムチ市を拠点とする宝鋼集団新疆八一鋼鉄有限公司（中国語: 宝钢集团新疆八一钢铁有限公司）、浙江省寧波市を拠点とする寧波鋼鉄有限公司（中国語: 宁波钢铁有限公司）の鉄鋼メーカー3社と、広東省湛江市での製鉄所建設を目指す広東鋼鉄集団有限公司（中国語: 广东钢铁集团有限公司）などを持つ。

## 沿革
前身は1977年に発足した上海宝山鋼鉄総廠である。日本の鉄鋼メーカーである新日本製鐵（現・日本製鉄）や川崎製鉄（現・JFEスチール）から技術援助を受けて建設された。名称はその後、宝山鋼鉄（集団）公司、上海宝鋼集団公司と変遷し、2005年に現社名になっている。
- 1977年12月 - 上海宝山鋼鉄総廠（中国語: 上海宝山钢铁总厂）として設立[4]。
- 1985年9月 - 高炉火入れ[4]。
- 1993年7月 - 上海宝山鋼鉄総廠から宝山鋼鉄（集団）公司（中国語: 宝山钢铁（集团）公司）に社名変更[4]。
- 1998年11月 - 宝山鋼鉄と上海冶金控股（集団）公司（略称：上鋼）と上海梅山（集団）公司（略称：梅鋼）を合併し、上海宝鋼集団公司（中国語: 上海钢铁集团公司）に社名変更[4]。
- 2000年2月 - 宝山鋼鉄股份有限公司を設立[4]。
- 2005年10月 - 宝鋼集団有限公司に社名変更。
- 2007年4月 - 新疆八一鋼鉄がグループに加入[5]。
- 2008年6月 - 広東鋼鉄集団を設立[6][7]。
- 2009年3月 - 寧波鋼鉄を買収[8]。
- 2016年10月 - 武漢鋼鉄集団と合併し、宝武鋼鉄集団発足。
- 2019年5月 - 馬鋼集団との間で経営統合を発表[9]。